# Kolorado (reka)
Kolorado (angleško Colorado River, špansko Río Colorado) je ena najdaljših rek v Severni Ameriki. Dolga je 2330 kilometrov in ima obsežno porečje, ki zajema površino 629.100 km² ter se razprostira po ozemljih petih zveznih držav Združenih držav Amerike (Kolorado, Utah, Arizona, Nevada in Kalifornija) in dveh zveznih držav Mehike (Spodnja Kalifornija in Sonora). Reka Kolorado izvira v Skalnem gorovju na ozemlju zvezne države Kolorado, od koder teče skozi Koloradsko planoto, večinoma v smeri jugozahoda. Ob meji med Arizono in Nevado na reki leži akumulacijsko jezero Mead, nato pa teče proti jugu ter se po prečkanju meje z Mehiko izliva v Kalifornijski zaliv, ki je del Tihega oceana. Delta Kolorada je danes večinoma suha.
Reka je znana po kanjonih in brzicah. Na njenem območju je 11 narodnih parkov Združenih držav Amerike. Krajina v bližini reke zaradi peščenjaka ima večinoma rdečkasto-oranžno barvo. Ime reke izhaja iz španske besede colorado, ki pomeni 'obarvan, pordečel' ter se nanaša na dejstvo, da tudi voda zaradi peščenjaka pogosto ima rdečkasto barvo.
Prvi evropski opis reke izvira iz leta 1540, ko je reko odkril španski konkvistador Melchior Diaz.